# Ołeksa Storożenko
Ołeksa Petrowycz Storożenko, ukr. Олекса Петрович Стороженко (ur. 1805, zm. 1874) – ukraiński pisarz, etnograf, malarz.
Urodził się we wsi Lysohory w obwodzie czernihowskim, pochodzi ze starej, kozackiej rodziny Storożenków. W latach 1821–1823 uczył się w czernihowskiej szkole dla dzieci dworskich, następnie w latach 1824-1850 służył w wojsku, potem pracował jako urzędnik przy kijowskiej generalnej guberni. Od 1863 do końca życia mieszkał w folwarku Tryszyn koło Brześcia. 
Jest przedstawicielem etnograficzno–opisowego nurtu realizmu ukraińskiego. W swojej twórczości czerpał z ukraińskiego folkloru, wykorzystywał ludowe przekazy, anegdoty i przysłowia. Pierwsze utwory, pisane w języku rosyjskim, ukazały się w latach 50. XIX wieku w czasopiśmie Siewiernaja pczeła (Северная пчела) i Bibliotieka dla cztienija (Библиотека для чтения). Były to m.in. Rasskazy iż kriestjanskogo byta małorossijan (Рассказы из крестьянского быта малороссиян) (1858), Bratja-blizniecy (Братья-близнецы) (1857). Wraz z pojawieniem się czasopisma Osnowa (Основа; 1861) ukazały się jego pierwsze dzieła w języku ukraińskim; opowiadania Z narodnych ust (З народних уст), Ludśka pamjat pro starowynu (Людська пам’ять про  старовину), utwory z cyklu Opowidannia Hryćka Klusznyka (Оповідання Грицька Клюшника). W latach 1862–1863 nowe utwory ogłosił w czasopiśmie Weczernycia (Вечерниця), w 1865 w gazecie Nywa (Нива); Stechyn rih (Стехин рiг), Istoryczni spomyny stolitnioho zaporożcia Mykyty Korża (Iсторичнi спомини столiтнього запорожця Микити Коржа). W 1863 zostały wydane w dwóch tomach jego opowiadania Ukrajinśki opowidannia (Українські оповідання). 
Był także autorem takich utworów jak Wczy linywoho ne mołotom, a hołodom (Вчи лінивого не молотом, а голодом), Meżyhorśkyj did (Межигорський дід), Wusy (Вуси), Hołka (Голка), Matusyne błahosłowennia (Матусине благословення), dramatu Horkusza (Горкуша), opowiadań Prokin Iwanowycz (Прокiн Iванович), Dorosz (Дорош), Zakochanyj czort (Закоханий чорт), Czortowa korczma (Чортова корчма), powieści historycznej Marko Proklatyj (Марко Проклятий).